# نورمان ديوك
نورمان ديوك (بالإنجليزية: Norm Duke)‏ هو لاعب البولنغ ‏ أمريكي، ولد في 25 مارس 1964 في ماونت بليزانت في الولايات المتحدة.